# NGC 5520
NGC 5520 é uma galáxia espiral (Sb) localizada na direcção da constelação de Boötes. Possui uma declinação de +50° 20' 55" e uma ascensão recta de 14 horas, 12 minutos e 22,7 segundos.
A galáxia NGC 5520 foi descoberta em 15 de Maio de 1787 por William Herschel.